# Lisandro Magallán
Lisandro Magallán (La Plata, 27 settembre 1993) è un calciatore argentino, difensore del Vélez Sarsfield.

## Caratteristiche tecniche
È stato definito il "nuovo Samuel" da Guillermo Barros Schelotto, ex idolo degli Xeneizes.

## Carriera

### Club
Lisandro Magallán inizia la sua carriera nel 2010, esattamente l'8 agosto, quando debutta in prima squadra in occasione del match di campionato con il San Lorenzo. Il 18 aprile 2011 rimedia la sua prima ammonizione in carriera, durante la partita con il River Plate. A causa di una doppia ammonizione, il 22 aprile 2012 ottiene un'espulsione, la prima in carriera, durante il match con il Guillermo Brown.
Il 28 luglio 2012 il Boca Juniors acquista, dal Gimnasia La Plata, l'80% del cartellino del calciatore in questione per 1,4 milioni di dollari.
Il 3 settembre 2020 l'Ajax lo cede in prestito con diritto di riscatto al Crotone. L'esordio nel campionato italiano avviene il 20 settembre successivo, nella partita in casa del Genoa, persa per 4-1.  Il 24 aprile 2021 trova il suo primo gol italiano, nella vittoria per 4-3 sul campo del Parma. Sette giorni dopo una sua sfortunata e decisiva deviazione nella partita casalinga contro l'Inter del 1º maggio 2021 consegna di fatto lo Scudetto ai nerazzurri.
Rientrato all’Ajax dopo la retrocessione dei calabresi, il 7 agosto gioca gli ultimi minuti della Supercoppa dei Paesi Bassi 2021 persa contro il PSV. Il 31 agosto seguente viene ceduto in prestito all'Anderlecht.
Concluso il prestito in Belgio, fa ritorno nei Paesi Bassi all'Ajax, tuttavia dopo appena due presenze in campionato, il 5 gennaio 2023, rescinde il contratto. Nello stesso giorno, viene annunciato il suo ingaggio da parte dell'Elche.
Il 1º luglio 2023 viene acquistato dai messicani del Pumas UNAM.

### Nazionale
Nel 2013 partecipa con la Nazionale Under-20 di calcio dell'Argentina al Campionato sudamericano di calcio Under-20 2013 in Argentina, dove è capitato della formazione che non supera la prima fase.
Viene convocato per le Olimpiadi 2016 in Brasile.

## Statistiche

### Presenze e reti nei club
Statistiche aggiornate al 26 maggio 2024.
| Stagione                 | Squadra                  | Campionato               | Campionato | Campionato | Coppe nazionali | Coppe nazionali | Coppe nazionali | Coppe continentali | Coppe continentali | Coppe continentali | Altre coppe | Altre coppe | Altre coppe | Totale | Totale |
| Stagione                 | Squadra                  | Comp                     | Pres       | Reti       | Comp            | Pres            | Reti            | Comp               | Pres               | Reti               | Comp        | Pres        | Reti        | Pres   | Reti   |
| ------------------------ | ------------------------ | ------------------------ | ---------- | ---------- | --------------- | --------------- | --------------- | ------------------ | ------------------ | ------------------ | ----------- | ----------- | ----------- | ------ | ------ |
| 2010-2011                | Gimnasia La Plata        | PD                       | 5          | 0          | -               | -               | -               | -                  | -                  | -                  | -           | -           | -           | 5      | 0      |
| 2011-2012                | Gimnasia La Plata        | PN                       | 2          | 0          | -               | -               | -               | -                  | -                  | -                  | -           | -           | -           | 2      | 0      |
| Totale Gimnasia La Plata | Totale Gimnasia La Plata | Totale Gimnasia La Plata | 7          | 0          |                 | -               | -               |                    | -                  | -                  |             | -           | -           | 7      | 0      |
| 2012-2013                | Boca Juniors             | PD                       | 8          | 0          | CA              | 0               | 0               | CL                 | 3                  | 0                  | -           | -           | -           | 11     | 0      |
| 2013-2014                | Rosario Central          | PD                       | 11         | 0          | CA              | 0               | 0               | -                  | -                  | -                  | -           | -           | -           | 11     | 0      |
| 2014-2015                | Boca Juniors             | PD                       | 10         | 1          | CA              | 0               | 0               | CS                 | 2                  | 0                  | -           | -           | -           | 12     | 1      |
| feb.-giu. 2016           | Defensa y Justicia       | PD                       | 16         | 1          | CA              | 1               | 0               | -                  | -                  | -                  | -           | -           | -           | 17     | 1      |
| 2016-2017                | Boca Juniors             | PD                       | 6          | 0          | CA              | 3               | 0               | -                  | -                  | -                  | -           | -           | -           | 9      | 0      |
| 2017-2018                | Boca Juniors             | PD                       | 25         | 0          | CA              | 3               | 0               | CL                 | 13                 | 0                  | SA          | 1           | 0           | 42     | 0      |
| 2018-gen.2019            | Boca Juniors             | PD                       | 8          | 1          | -               | -               | -               | -                  | -                  | -                  | -           | -           | -           | 8      | 1      |
| Totale Boca Juniors      | Totale Boca Juniors      | Totale Boca Juniors      | 57         | 2          |                 | 6               | 0               |                    | 18                 | 0                  |             | 1           | 0           | 82     | 2      |
| gen.-giu. 2019           | Ajax                     | ED                       | 2          | 0          | CO              | 1               | 0               | UCL                | 2                  | 0                  | SO          | 1           | 0           | 6      | 0      |
| 2019-2020                | Alavés                   | PD                       | 17         | 1          | CR              | 1               | 0               | -                  | -                  | -                  | -           | -           | -           | 18     | 1      |
| 2020-2021                | Crotone                  | A                        | 28         | 1          | CI              | 0               | 0               | -                  | -                  | -                  | -           | -           | -           | 28     | 1      |
| 2021-2022                | Anderlecht               | PL                       | 21+3       | 0          | CB              | 6               | 1               | -                  | -                  | -                  | -           | -           | -           | 30     | 1      |
| 2022-gen.2023            | Ajax                     | ED                       | 2          | 0          | CO              | 0               | 0               | -                  | -                  | -                  | -           | -           | -           | 2      | 0      |
| Totale Ajax              | Totale Ajax              | Totale Ajax              | 4          | 0          |                 | 1               | 0               |                    | 2                  | 0                  |             | 2           | 0           | 9      | 0      |
| gen.-giu. 2023           | Elche                    | PD                       | 14         | 0          | CR              | 0               | 0               | -                  | -                  | -                  | -           | -           | -           | 14     | 0      |
| 2023-2024                | Pumas UNAM               | PD                       | 36         | 1          | -               | -               | -               | -                  | -                  | -                  | LC          | 3           | 0           | 39     | 1      |
| Totale Carriera          | Totale Carriera          | Totale Carriera          | 214        | 6          |                 | 15              | 0               |                    | 20                 | 0                  |             | 6           | 0           | 255    | 6      |

## Palmarès

### Club

#### Competizioni nazionali
- Campionato argentino: 3

Boca Juniors: 2015, 2016-2017, 2017-2018
- Coppa dei Paesi Bassi: 1

Ajax: 2018-2019
- Campionato olandese: 1

Ajax: 2018-2019
- Supercoppa dei Paesi Bassi: 1

Ajax: 2019
- Supercopa Internacional: 1

Vélez Sarsfield: 2024